# Vatican Media
Vatican Media és una emissora de televisió vinculada a l'Estat Vaticà. Va ser creat pel papa Joan Pau II en 1983, i des de 1996 és l'emissora de les activitats del Sant Pare, les quals són transmeses a altres canals de TV.
Vatican Media transmet tots els esdeveniments durant l'any, des d'Audiències Generals dels Dimecres, fins als viatges del Papa, són 130 els esdeveniments anuals que transmet. Aquestes mateixes activitats, són lliurades posteriorment als Canals de Televisió i a les Agències en Sistema PAL i cada país que utilitze altre sistema recodifica a NTSC aquestes imatges.
Conjuntament Vatican Media emet totes les activitats del Sant Pare en la Seu Apostòlica, amb seu vacant o sense, a més es prepara també en sistema PAL, SECAM i NTSC. En l'arxiu, es conserven enregistraments des de 1978 fins al 2005, de totes les activitats del Papa Joan Pau II, que són les més demanades pels documentalistes.
Aquestes cintes anàlogues en VHS, són posteriorment digitalitzades per a arribar al format DVD o VCD. Vatican Media emet transmissió de les activitats papals, amb comentaris en més de 40 idiomes, tot i que encara no empra el català.